# 배윤호의 뮤직드림
배윤호의 뮤직드림은 울산MBC FM4U(FM 98.7㎒)에서 주말 낮 12시부터 오후 2시까지 방송했던 울산 전지역, 양산, 경주 일부 지역의 팝 음악전문 라디오 프로그램이다. 2018년 12월 30일 자로 5개월만에 폐지되었다.

## 같이 보기
- 울산문화방송
- MBC FM4U
- 정오의 희망곡 김신영입니다